# Vajdakuta
Vajdakuta (románul: Vaidacuta) falu Romániában, Maros megyében.

## Története
Küküllőszéplak község része. A trianoni békeszerződésig Kis-Küküllő vármegye Dicsőszentmártoni járásához tartozott.

## Népessége
2002-ben 30 lakosa volt, ebből 21 román és 9 magyar nemzetiségű.

## Vallások
A falu lakói közül 21-en ortodox, 8-an református hitűek és 1 fő római katolikus.